# Celama nigrofascia
Celama nigrofascia är en fjärilsart som beskrevs av George Francis Hampson 1893. Celama nigrofascia ingår i släktet Celama och familjen trågspinnare. Inga underarter finns listade i Catalogue of Life.